# Naomi Foner Gyllenhaal
Naomi Foner Gyllenhaal (* 15. März 1946 in New York City als Naomi Achs) ist eine US-amerikanische Drehbuchautorin und Filmproduzentin, sowie Mutter von Maggie und Jake Gyllenhaal.

## Leben
Naomi Achs wurde als Tochter von Samuel Achs und Dr. Ruth Silbowitz in eine jüdische Familie geboren. 1966 erhielt sie ihren Bachelor in Englisch am Barnard College, danach studierte sie Entwicklungspsychologie an der Columbia University. 1968 leitete sie die Medienkampagne beim Präsidentschaftswahlkampf des Demokraten Eugene McCarthy. Später äußerte sie, ein politisches Interesse und ihre Unzufriedenheit mit der amerikanischen Gesellschaft haben sie zum Schreiben gebracht; eine Agitprop-Idee, dass man Menschen am besten über ihre Gefühle mit Gedanken erreichen könne.
Dann nahm sie die Möglichkeit wahr, bei der Organisation Children’s Television Workshop (heute Sesame Workshop) in der Produktion verschiedener pädagogischer Kinderfernsehsendungen wie The Electric Company und der Sesamstraße mitzuarbeiten. Dabei arbeitete sie mit vielen Drehbuchautoren zusammen, traute sich es jedoch nicht zu, selbst zu schreiben bis ein Freund bei der PBS-Show Visions ihr die Möglichkeit dazu bot. Zu dieser Zeit war Gyllenhaal mit ihrer Tochter Maggie schwanger, und die neue Perspektive war willkommen.
Nachdem 1986 mit Liebe ist nur eine Illusion ihr erstes produziertes Drehbuch erschienen war, war es das anschließende Filmdrama Die Flucht ins Ungewisse, welches von Sidney Lumet inszeniert wurde, mit dem sie für größeres Aufsehen sorgte. Sie wurde 1989 mit einem Golden Globe Award für das Beste Filmdrehbuch ausgezeichnet und erhielt 1989 eine Oscarnominierung für das Beste Originaldrehbuch.
Foner Gyllenhaal war zunächst mit dem Historiker Eric Foner verheiratet. 1977 heiratete sie den Regisseur Stephen Gyllenhaal, mit dem sie zwei gemeinsame Kinder hat, die beiden Schauspieler Maggie und Jake Gyllenhaal. Diese Ehe wurde 2009 geschieden.

## Filmografie (Auswahl)
- 1971–1973: The Electric Company
- 1978: Visions (Fernsehserie, 1 Episode)
- 1986: Liebe ist nur eine Illusion (Violets Are Blue…)
- 1988: Die Flucht ins Ungewisse (Running on Empty)
- 1993: Eine gefährliche Frau (A Dangerous Woman)
- 1995: Die andere Mutter (Losing Isaiah)
- 2005: Bee Season

## Auszeichnungen (Auswahl)
Oscar
- 1989: Nominierung für das Beste Originaldrehbuch mit Die Flucht ins Ungewisse

Golden Globe Award
- 1989: Auszeichnung für das Beste Filmdrehbuch mit Die Flucht ins Ungewisse